# Mandarin Oriental
 (novembre 2022).

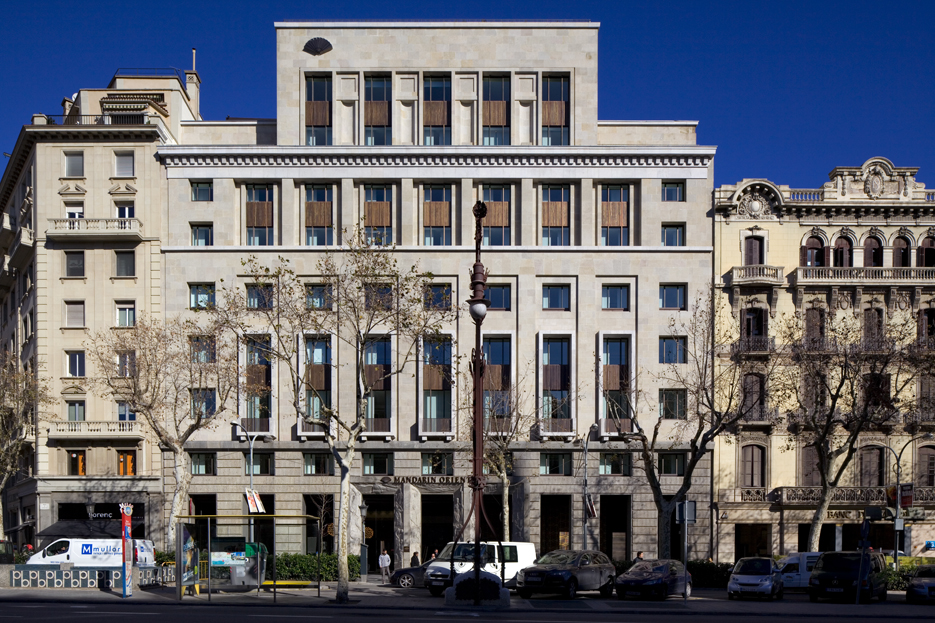
Hôtel Mandarin Oriental de Barcelone.

Mandarin Oriental Hotel Group (MOHG) (chinois simplifié : 文华东方酒店 ; chinois traditionnel : 文華東方酒店 ; pinyin : Wénhuá dōngfāng jiǔdiàn), est un groupe hôtelier international fondé en 1963. Il appartient au conglomérat de Hong Kong Jardine Matheson et gère essentiellement des hôtels de luxe en Asie, Europe, Afrique et aux États-Unis.

## Histoire
Le groupe est né avec l'ouverture en 1963 du Mandarin Oriental Hong Kong, dans le district central de l'île de Hong Kong, puis celle de l'Excelsior (en) à Causeway Bay en 1973. En 1974 a été fondée la chaîne de gestion d'hôtels Mandarin International Hotels Limited, dans l'idée de s'étendre en Asie.
La même année, l'entreprise a acquis 49% de l'Hôtel Oriental de Bangkok, bénéficiant ainsi de deux « hôtels phares ».
En 1985, l'entreprise a réuni ces deux hôtels sous un nom commun, Mandarin Oriental Hotel Group. En 1987, Mandarin Oriental Hotel Group est entré à la bourse de Hong Kong sous le nom Mandarin Oriental International Limited. Mandarin Oriental International Limited a son siège aux Bermudes et est coté en bourse à Londres, Singapour et aux Bermudes. 
Mandarin Oriental Hotel Group, basé à Hong Kong, gère les activités hôtelières du groupe.
 (janvier 2019).
Mandarin Oriental Hotel Group exploite en 2024, 38 hôtels, 10 résidences et 23 propriétés privées dans 25 pays et territoires.

## Principaux hôtels
- Mandarin Oriental, Atlanta
- Mandarin Oriental, Bangkok
- Mandarin Oriental, Genève
- Mandarin Oriental Hong Kong
- Mandarin Oriental Hotel à Kuala Lumpur, en Malaisie.
- Mandarin Oriental (Las Vegas)
- Mandarin Oriental Hyde Park, Londres
- Mandarin Oriental Paris
- Mandarin Oriental Prague
- Mandarin Oriental Munich
- Mandarin Oriental Canouan
- Mandarin Oriental Marrakech
- Mandarin Oriental Dubaï
- Mandarin Oriental Santiago au Chili
- Mandarin Oriental Singapour, Singapour